# Ponza (Insel)
Ponza ist eine der Pontinischen Inseln im Tyrrhenischen Meer rund 50 km südwestlich von Terracina. Sie gehört zur italienischen Region Latium und ist Teil der Gemeinde Ponza in der Provinz Latina.
Die Insel hat die Form einer Sichel, die sich von Süden über sieben Kilometer in nordöstliche Richtung erstreckt. Die zwischen 200 und 2300 Meter breite Insel hat eine Fläche von 7,3 Quadratkilometern. Auf der Insel leben etwa 3300 Menschen, die meisten davon im Hauptort Ponza im Südosten der Insel und in Le Forna an der Westseite.
Landschaftlich hat die Insel einen hügeligen Charakter, in ihrem Südteil erreicht sie im Monte Guardia eine Höhe von 279 Metern. Geologisch ist Ponza vulkanischen Ursprungs.
Die Küste stellt sich meist als Steilküste dar. Es gibt aber auch Badestrände, die zum Teil nur vom Meer aus erreichbar sind. Der bekannteste Strand ist die Chiaia di Luna, die durch einen 168 Meter langen Tunnel aus römischer Zeit betreten wird. Begrenzt wird die Chiaia di Luna durch eine 80 bis 100 Meter hohe Wand aus Tuffgestein. Nach Steinschlägen mit Todesopfern wurde der Strand nach zwei Jahre dauernden Sicherungsarbeiten am 14. August 2010 wieder geöffnet, jedoch kurz darauf nach erneuten Steinschlägen für ungewisse Zeit geschlossen. Noch ist nicht absehbar, wann der Strand für Besucher geöffnet werden kann.
Ponza ist ein beliebtes Ferienziel, vor allem bei italienischen Touristen, besonders aus Rom. Die Insel ist durch mehrere Fährverbindungen von Terracina, Formia, Anzio und San Felice Circeo mehrfach täglich erreichbar.
Der Nordostspitze von Ponza vorgelagert ist die unbewohnte Insel Gavi. Der höchste Punkt der 14 Hektar großen Insel liegt 101 Meter über dem Meeresspiegel.
In der Antike war der Name der Insel Pontia. Auf Ponza (oder Palmarola) soll Papst Silverius im Jahr 537 in der Verbannung verstorben und begraben worden sein. Auf der Insel entwickelte sich aus Einsiedeleien das Kloster Santa Maria di Ponza, das sich 1245 dem Zisterzienserorden anschloss, aber im 15. Jahrhundert nach Formia bei Gaeta verlegt wurde. 1911 wurden nach der italienischen Invasion Libyens mehrere Tausend Araber nach Italien verschleppt und auf Ponza und Tremiti unter unmenschlichen Bedingungen interniert. Auch während der Zeit des italienischen Faschismus' wurden zahlreiche politische Gefangene auf Ponza verbannt, darunter Amadeo Bordiga. Auch Benito Mussolini selbst wurde hier 1943 kurzzeitig durch die Regierung Badoglio interniert, bevor er auf den Marinestützpunkt La Maddalena vor Sardinien und später auf den Gran Sasso verbracht wurde. Hier entstand sein tagebuchartiges Manuskript Pontinische und Sardische Gedanken.
1953 unternahm Jacques Piccard mit dem Tauchboot Trieste vor der Insel einen Rekordtauchgang auf eine Tiefe von 3150 Metern.
Am 20. Juni 1992 fand auf der Insel das erste offizielle Beachhandballspiel statt.